# Stora Lövsjön (Hedemora socken, Dalarna)
Stora Lövsjön är en sjö i Hedemora kommun i Dalarna och ingår i Dalälvens huvudavrinningsområde. Sjön är 22 meter djup, har en yta på 0,184 kvadratkilometer och befinner sig 180,3 meter över havet.

## Delavrinningsområde
Stora Lövsjön ingår i det delavrinningsområde (667941-150185) som SMHI kallar för Utloppet av Håsjön. Medelhöjden är 202 meter över havet och ytan är 4,06 kvadratkilometer. Räknas de 11 avrinningsområdena uppströms in blir den ackumulerade arean 83,38 kvadratkilometer. Lustån (Fiskbäcksån) som avvattnar avrinningsområdet har biflödesordning 2, vilket innebär att vattnet flödar genom totalt 2 vattendrag innan det når havet efter 152 kilometer. Avrinningsområdet består mestadels av skog (78 procent). Avrinningsområdet har 0,52 kvadratkilometer vattenytor vilket ger det en sjöprocent på 12,8 procent.